# Departamento Puelén
Puelén es uno de los 22 departamentos en los que se subdivide administrativamente la provincia argentina de La Pampa. Su cabecera es la localidad de Veinticinco de Mayo.

## Gobiernos locales
Su territorio se divide entre:
- Municipio de Puelén
- Municipio de 25 de Mayo (parte de su zona rural está se extiende entre los departamentos Curacó y Limay Mahuida)
- Comuna de Casa de Piedra (parte de su zona rural está en el departamento Curacó)

## Superficie, límites y accesos
El departamento tiene una extensión de 13 160 km² y limita al norte con el departamento Chical Co, al oeste con la provincia de Mendoza, al sur con la provincia de Río Negro y al este con los departamentos Limay Mahuida y Curacó.
Se accede al departamento por las rutas nacional RN 151 y provincial RP 20.

## Toponimia
Según algunas versiones el nombre «Puelén» deriva de la palabra mapuche «puel» que refiere al este, la orientación de donde sale el sol.

Otras opiniones sugieren que el origen proviene de la expresión que indica enojo, ira, enfado y por extensión se aplicaría al ruido semejante a un trueno lejano, que produce el agua de una gran vertiente que surge del basamento pétreo en la zona.

## Población
El departamento contó con 11 654 habitantes (Indec, 2022), lo que representó un incremento de algo más del 23.1% frente a los 9 468 habitantes (Indec, 2010) del censo anterior.

Esto lo volvió uno de los departamentos con mayor crecimiento en la provincia.
| Gráfica de evolución demográfica de Puelén entre 1991 y 2022 |
|                                                              |
| Fuente: censos nacionales del INDEC                          |

## Economía
El departamento forma parte de la Microrregión 4, uno de los sectores en los cuales el Ministerio de la Producción de La Pampa subdividió virtualmente a la provincia, a los efectos del análisis de la problemática regional y la definición y puesta en marcha de planes de desarrollo. Esta microrregión se caracteriza por una estructura productiva vinculada a la ganadería bovina extensiva de baja productividad, que alterna con la cría de caprinos con destino al autoabastecimiento de los pobladores.

Una parte considerable de la economía de Puelén se sustenta en la producción de hidrocarburos y la extracción de bentonita y yeso.

## Áreas naturales protegidas
La reserva natural Casa de Piedra se encuentra en el extremo sureste del departamento. Protege una superficie aun sin delimitar de monte de llanuras y mesetas, sobre la ribera del embalse homónimo.

El área del Gran Salitral, unas 60 000 ha compartidas con el vecino departamento de Limay Mahuida, se proponen como nueva área natural protegida, con el nombre de Salitral Encantado.